# ۱۶ مهر
۱۶ مهر دویست و دومین روز سال در گاه‌شماری خورشیدی است. ۱۶۳ روز (۱۶۴ روز در سال کبیسه) تا پایان سال باقی‌است.

## رویدادها
- ۵۲۲ (پیش از میلاد) - تاج‌گذاری داریوش بزرگ
- ۱۳۶۶ - بمباران شیمیایی شهر سومار در استان کرمانشاه توسط ارتش بعث عراق[۱]
- ۱۳۸۷ - گشایش برج میلاد
- ۱۳۹۴ - رقابت ۱۶ مهر ۱۳۹۴ تیم ملی فوتبال ایران با تیم ملی فوتبال عمان در مرحله مقدماتی جام جهانی فوتبال ۲۰۱۸ (آسیا) و جام ملت‌های آسیا ۲۰۱۹

## زادروزها
- ۱۳۰۴ - ایرج افشار، محقق، ایران‌شناس و کتاب‌شناس
- ۱۳۵۸ - سحر دولتشاهی، بازیگر

## درگذشت‌ها
- ۱۳۵۰ - سلطان الواعظین شیرازی، خطیب
- ۱۳۹۴ - حسین همدانی، نظامی
- ۱۴۰۰ - عزت‌الله مهرآوران، بازیگر
- ۱۴۰۱ - ابوالفضل آدینه‌زاده، از کشته‌شدگان خیزش ۱۴۰۱ ایران
- ۱۴۰۲ - محمدکاظم صبوری، نماینده دوره نخست مجلس شورای اسلامی از حوزه انتخابیه شیروان

## مناسبت‌ها
- آغاز جشن مهرگان  به مدت ۶ روز[نیازمند منبع]
- اوج سالانه بارش شهابی اژدهایی
- روز داریوش بزرگ